# Зефирный эксперимент
Зефи́рный экспериме́нт (англ. Stanford marshmallow experiment) — серия исследований отсроченного удовольствия, проведённая в конце 1960-х и начале 1970-х годов под руководством психолога Уолтера Мишеля, ставшего позднее профессором Стэнфордского университета. В этих исследованиях детям предлагали выбор между одним небольшим вознаграждением, предоставляемым немедленно, и увеличением награды вдвое, если они смогут терпеливо ждать её в течение короткого периода (примерно 15 минут), во время которого экспериментатор покинул комнату, чтобы вернуться после ожидания. В качестве вознаграждения использовался маршмеллоу, печенье или сухарик. В последующих исследованиях учёные обнаружили, что у детей, которые были в состоянии дождаться увеличенной награды, как правило, жизнь складывалась более благополучно. Такие выводы были сделаны по их SATам, уровню образования, индексу массы тела (ИМТ) и другим показателям качества жизни.

## Первоначальный эксперимент
Эксперимент происходит от более раннего, выполненного в Тринидаде, где Мишель заметил, что у представителей различных этнических групп, проживающих на острове, имелись контрастные стереотипы относительно своих соседей по острову. Представители разных групп считали, что они сильно отличаются друг от друга по таким признакам, как безрассудство, самоконтроль и умение весело проводить время. Это небольшое (n = 53) исследование было ориентировано на детей обоих полов в возрасте от 7 до 9 лет (35 вест-индских чернокожих и 18 представителей индийских карибцев (англ. Indo-Caribbeans)) в сельской школе острова Тринидад. Детей просили сообщить о своем выборе: получить конфету стоимостью 1¢ сразу или конфету за 10¢, но через неделю. Мишель сообщил о значительном различии между этническими группами, поскольку индийские дети демонстрируют гораздо больше возможностей откладывать удовлетворение по сравнению с африканскими учениками, а также большие возрастные различия и что «сравнение „высоких“ и „низких“ социально-экономических групп по экспериментальному выбору не обнаруживает существенной разницы». Отсутствие отца было распространённым явлением в группе африканцев (в восточно-индийской группе такой ребёнок был единственный), и этот признак показал самое сильное влияние: дети из полных семей проявили превосходные способности сдерживать желание.

## Стэнфордский эксперимент
Первым «зефирным» тестом было исследование, проведённое Уолтером Мишелем и Эббе Б. Эббесеном в Стэнфордском университете в 1970 году.
Целью первоначального исследования было понять, когда у детей развивается способность отложить удовлетворение, то есть умение ждать, чтобы получить то, что хочется. Оригинальный эксперимент состоялся в детском саду Bing Nursery School, который расположен в Стэнфордском университете, на детях в возрасте от четырёх до шести лет. Детей проводили в комнату без отвлекающих факторов, в которой угощение по их выбору (печенье Орео, маршмеллоу, крендель) было поставлено на стол. Исследователи разрешали детям съесть лакомство немедленно, но им обещали удвоить вознаграждение при условии, если они смогут ждать 15 минут, не поддавшись на искушение. Мишель наблюдал, что некоторые дети прикрывали глаза руками или поворачивались так, чтоб не видеть угощение, другие колотили по столу или теребили волосы, или играли с маршмеллоу, как будто это было крошечное чучело, а другие просто съедали лакомство сразу, как только исследователи уходили.
Из более чем 600 детей, которые принимали участие в эксперименте, большинство съели сладость сразу. Тех, кто смог ждать достаточно, чтобы получить двойное угощение, оказалась примерно треть. Определяющим фактором отложенного удовольствия был возраст.

### Метод

#### Испытуемые
Испытуемыми были 16 мальчиков и 16 девочек, посещающих детский сад Bing Nursery School Стэнфордского университета. Результаты троих участников были устранены из-за их неспособности понять инструкции. Возраст детей — от 3 лет и 6 месяцев до 5 лет и 8 месяцев (при этом средний возраст составил 4 года и 6 месяцев). 8 исследователей (4 мужчин и 4 женщин) были распределены случайным образом в каждом из четырёх условий эксперимента. Для каждого условия каждый экспериментатор тестировал двоих мальчиков и двух девочек во избежание эффекта систематического смещения в зависимости от пола экспериментаторов.

#### Условия
1. Немедленная (менее предпочтительная) и замедленная (более предпочтительная) награды находились перед ребёнком и были доступными для наблюдения[9].
2. Обе награды были скрыты от ребёнка[9].
3. Ребёнок мог видеть только двойное (отложенное) вознаграждение[9].
4. Ребёнок мог видеть только обычное (немедленное) вознаграждение[9].

## Последующие исследования
В последующих исследованиях Мишель обнаружил неожиданные корреляции между результатами зефирного теста и жизненными успехами детей много лет спустя. Первое контрольное исследование в 1988 году показало, что «дети дошкольного возраста, которые были способны растянуть удовольствие подольше, были описаны более чем через 10 лет своими родителями, как подростки, которые были значительно более компетентными».
Второе контрольное исследование, в 1990 году, показало, что способность отложить удовольствие также коррелирует с повышенным количеством SAT-баллов.
В 2011 году было проведено томографическое исследование мозга участников эксперимента, когда они достигли середины жизни. Основные различия между лицами с большим временем задержки и лиц с меньшим временем задержки в двух областях: в префронтальной коре (более активны у участников с большим временем задержки) и вентральный стриатум (области, «ответственной» за пристрастия), когда они пытались контролировать свою реакцию на заманчивые соблазны.
В 2018 году Тайлер Уоттс и другие опубликовали исследование, опровергавшее эксперимент. Аргументация авторов состояла в том, что изначальный эксперимент был проведён на нескольких десятках детей сотрудников университета, Уоттс же провёл его на 900 детях с разделением по расе и доходу. К двадцати годам влияние «силы воли» оказалось близким к статистической погрешности, при этом обнаружилась общая причина — достаток в семье, влиявший и на «силу воли», и на успешность. Дело в том, что для бедных «потом» могло никогда не наступить, для богатых же угощение из эксперимента было незначительной наградой, поскольку дома им была доступна более ощутимая.
В 2019 году этот эксперимент снова повторили, он подтвердил выводы первого эксперимента и опроверг опровержение 2018 года.